# Denemarken op de Olympische Zomerspelen 1976
Denemarken nam deel aan de Olympische Zomerspelen 1976 in Montréal, Canada. Voor de derde keer op rij werd één gouden medaille gewonnen. Ten opzichte van de vorige editie nam het totale aantal medailles toe van één naar drie.

## Medailleoverzicht
| Sport       | Olympiër                                                 | Discipline            | Medaille |
| ----------- | -------------------------------------------------------- | --------------------- | -------- |
| Zeilen      | Valdemar Bandolowski Erik Hansen Poul Richard Høj Jensen | soling                | Goud     |
| Wielersport | Niels Fredborg                                           | tijdrit (m)           | Brons    |
| Wielersport | Verner Blaudzun Gert Frank Jørgen Hansen Jørn Lund       | wegwedstrijd team (m) | Brons    |

## Deelnemers en resultaten per onderdeel

### Atletiek
| Olympiër       | Discipline       | Resultaat | Prestatie                                                  |
| -------------- | ---------------- | --------- | ---------------------------------------------------------- |
| Ruben Sørensen | 1500m (m)        | 35e       | serie 1: 8ste in 3.45,39                                   |
| Jørgen Jensen  | marathon (m)     | 28e       | 2:20.44                                                    |
| Jesper Torring | hoogspringen (m) | 8e        | kwalificatie groep B: 4de met 2,16m finale: 8ste met 2,18m |
| Terje Totland  | hoogspringen (m) | 9e        | kwalificatie groep B: 2de met 2,16m finale: 9de met 2,18m  |

### Boksen
| Olympiër         | Discipline | Resultaat | Prestatie                                                                               |
| ---------------- | ---------- | --------- | --------------------------------------------------------------------------------------- |
| Hans Henrik Palm | -60kg (m)  | 17e       | 1ste ronde: vrij 2de ronde: V van URS Solomin: 0-5                                      |
| Ib Boetcher      | -67kg (m)  | 9e        | 1ste ronde: vrij 2de ronde: W van ZAM Mutti: walk-over 3de ronde: V van PUR Santos: 0-5 |
| Poul Frandsen    | -71kg (m)  | 17e       | 1ste ronde: V van YUG Kačar: 0-5                                                        |

### Boogschieten
| Olympiër      | Discipline      | Resultaat | Prestatie                                                                             |
| ------------- | --------------- | --------- | ------------------------------------------------------------------------------------- |
| Arne Jacobsen | individueel (m) | 25e       | 1ste ronde: 16de met 1173 punten 2de ronde: 27ste met 1161 punten totaal: 2334 punten |

### Gewichtheffen
| Olympiër        | Discipline  | Resultaat | Prestatie |
| --------------- | ----------- | --------- | --------- |
| Erling Johansen | -82,5kg (m) | 9e        |           |

### Handbal
| Olympiër | Discipline | Resultaat | Prestatie |
| --- | ---------- | --------- | --- |
| Søren Andersen Lars Bock Anders Dahl-Nielsen Jørgen Frandsen Claus From Henrik Jacobsgaard Palle Jensen Kay Jørgensen Bent Larsen Thor Munkager Thomas Pazyj Jesper Petersen Johnny Piechnik | mannen     | 13e       | groep A: 4de V van Bondsrepubliek Duitsland: 14-18 V van Joegoslavië: 17-25 W van Japan: 21-17 W van Canada: 24-18 V van Sovjet-Unie: 16-24 7-8ste plek: V van Tsjecho-Slowakije: 21-25 |

| Groep A |                          |             |             |             |             |            |            |            |        |
| #       | Land                     | Wedstrijden | Wedstrijden | Wedstrijden | Wedstrijden | Doelpunten | Doelpunten | Doelpunten | Punten |
| #       | Land                     | G           | W           | G           | V           | V          | T          | Saldo      | Punten |
| 1       | Sovjet-Unie              | 5           | 4           | 0           | 1           | 111        | 77         | +34        | 8      |
| 2       | Bondsrepubliek Duitsland | 5           | 4           | 0           | 1           | 97         | 73         | +21        | 8      |
| 3       | Joegoslavië              | 5           | 4           | 0           | 1           | 110        | 93         | +17        | 8      |
| 4       | Denemarken               | 5           | 2           | 0           | 3           | 92         | 102        | -10        | 4      |
| 5       | Japan                    | 5           | 1           | 0           | 4           | 96         | 111        | -15        | 2      |
| 6       | Canada                   | 5           | 0           | 0           | 5           | 75         | 122        | -147       | 0      |

| Ronde       | Datum    | Plaats                   | Land  | Score             | Land |
| ----------- | -------- | ------------------------ | ----- | ----------------- | ---- |
| Groepsfase  |          |                          |       |                   |      |
| 18 juli     | Montreal | Bondsrepubliek Duitsland | 18-14 | Denemarken        |      |
| 20 juli     | Montreal | Joegoslavië              | 25-17 | Denemarken        |      |
| 22 juli     | Montreal | Denemarken               | 21-17 | Japan             |      |
| 24 juli     | Montreal | Denemarken               | 24-18 | Canada            |      |
| 26 juli     | Montreal | Sovjet-Unie              | 24-16 | Denemarken        |      |
| 7-8ste plek |          |                          |       |                   |      |
| 27 juli     | Montreal | Denemarken               | 21-25 | Tsjecho-Slowakije |      |

### Kanovaren
| Olympiër   | Discipline   | Resultaat | Prestatie                                                                           |
| ---------- | ------------ | --------- | ----------------------------------------------------------------------------------- |
| Kate Olsen | K-1 500m (v) | 11e       | serie 2: 6de in 2.18,26 herkansingen: 3de in 2.13,10 halve finale 3: 4de in 2.12,71 |

### Moderne vijfkamp
| Olympiër        | Discipline  | Resultaat | Prestatie   |
| --------------- | ----------- | --------- | ----------- |
| Klaus Petersen  | individueel | 27e       | 4878 punten |
| Jorn Steffensen | individueel | 7e        | 5281 punten |

### Paardensport
| Olympiër                                  | Discipline  | Resultaat | Prestatie                                                       |
| Dressuur                                  | Dressuur    | Dressuur  | Dressuur                                                        |
| ----------------------------------------- | ----------- | --------- | --------------------------------------------------------------- |
| Nils Haagensen                            | individueel | 22e       | kwalificatie: 22ste met 1375 punten                             |
| Tonny Jensen                              | individueel | 12e       | kwalificatie: 12de met 1521 punten finale: 12de met 1076 punten |
| Ulla Petersen                             | individueel | 8e        | kwalificatie: 8ste met 1552 punten finale: 8ste met 1192 punten |
| Nils Haagensen Tonny Jensen Ulla Petersen | team        | 6e        | 4448 punten                                                     |

### Roeien
| Olympiër                                                                                          | Discipline      | Resultaat | Prestatie                                                        |
| ------------------------------------------------------------------------------------------------- | --------------- | --------- | ---------------------------------------------------------------- |
| Kim Rybak Mogens Rasmussen                                                                        | twee-zonder (m) | 14e       | serie 1: 5de in 7.46,75 herkansingen: 5de                        |
|                                                                                                   |                 |           |                                                                  |
| Judith Andersen Kirsten Plum Jensen Else Marsk-Kristensen Karen Margrethe Nielsen Kirsten Thomsen | vier-met (v)    | 6e        | serie 1: 5de in 3.19,95 herkansingen: 2de finale: 6de in 3.46,99 |

### Schermen
| Olympiër   | Discipline | Resultaat | Prestatie |
| ---------- | ---------- | --------- | --------- |
| Max Madsen | floret (v) | 24e       |           |

### Schietsport
| Olympiër             | Discipline             | Resultaat | Prestatie   |
| -------------------- | ---------------------- | --------- | ----------- |
| Henning Clausen      | 50m geweer 3 houdingen | 20e       | 1139 punten |
| Bo Lilja             | 50m geweer 3 houdingen | 35e       | 1129 punten |
| Henning Clausen      | 50m geweer liggend     | 7e        | 593 punten  |
| Hasse Persson        | 50m geweer liggend     | 72e       | 578 punten  |
| Niels Dahl           | 50m pistool            | 31e       | 542 punten  |
| Kell Runland         | 25m snelvuurpistool    | 15e       | 587 punten  |
| Ernst Pedersen       | skeet                  | 14e       | 192 punten  |
| Hans Kjeld Rasmussen | skeet                  | 14e       | 192 punten  |

### Turnen
| Olympiër        | Discipline               | Resultaat | Prestatie |
| --------------- | ------------------------ | --------- | --- |
| Ole Benediktson | meerkamp individueel (m) | 72e       | kwalificatie: 72ste vloer: 75ste met 17,30 punten sprong: 60ste met 18,30 punten brug: 62ste met 17,75 punten rekstok: 58ste met 17,95 punten ringen: 87ste met 16,75 punten paard voltige: 70ste met 17,65 punten totaal: 105,70 punten |

### Wielersport
| Olympiër                                                  | Discipline               | Resultaat | Prestatie      |
| Baan                                                      | Baan                     | Baan      | Baan           |
| --------------------------------------------------------- | ------------------------ | --------- | -------------- |
| Niels Fredborg                                            | sprint (m)               | 6e        |                |
| Niels Fredborg                                            | tijdrit (m)              | Brons     | 1.07,617       |
| Ivar Jakobsen Kim Refshammer Bjarne Sørensen Kim Svendsen | ploegenachtervolging (m) | 13e       |                |
| Weg                                                       |                          |           |                |
| Verner Blaudzun                                           | wegwedstrijd (m)         | DNF       | niet gefinisht |
| Jørgen Emil Hansen                                        | wegwedstrijd (m)         | DNF       | niet gefinisht |
| Bent Pedersen                                             | wegwedstrijd (m)         | DNF       | niet gefinisht |
| Willy Skibby                                              | wegwedstrijd (m)         | DNF       | niet gefinisht |
| Verner Blaudzun Gert Frank Jørgen Emil Hansen Jørn Lund   | ploegentijdrit (m)       | Brons     | 2:12.20        |

### Zeilen
| Olympiër                                                 | Discipline | Resultaat | Prestatie                        |
| -------------------------------------------------------- | ---------- | --------- | -------------------------------- |
| Jorgen Lindhardtsen                                      | finn       | 14e       | 106 punten: (15-11-11-21-8-16-9) |
| Lars Lonberg Dan Ibsen Sorensen                          | 470        | 12e       | 99,7 punten: (7-5-22-20-22-3-11) |
| Peter Due Per Kjaergaard                                 | tornado    | 9e        | 74,7 punten: (4-5-13-3-12-11-10) |
| Claes Thunbo Finn Thunbo Christensen                     | tempest    | 6e        | 62,7 punten: (6-9-8-8-1-5-7)     |
| Poul Richard Høj Jensen Valdemar Bandolowski Erik Hansen | soling     | Goud      | 46,7 punten: (2-2-13-6-13-1-5)   |

### Zwemmen
| Olympiër         | Discipline          | Resultaat | Prestatie                                              |
| ---------------- | ------------------- | --------- | ------------------------------------------------------ |
| Karin Deleurand  | 100m schoolslag (v) | 30e       | serie 3: 4de in 1.19,06                                |
| Susanne Nielsson | 100m schoolslag (v) | 14e       | serie 6: 4de in 1.15,43 halve finale 1: 7de in 1.15,38 |
| Karin Deleurand  | 200m schoolslag (v) | 27e       | serie 3: 6de in 2.45,96                                |
| Susanne Nielsson | 200m schoolslag (v) | 12e       | serie 2: 2de in 2.41,09                                |

Amerikaanse Maagdeneilanden · Andorra · Antigua en Barbuda · Argentinië · Australië · Bahama's · Barbados · België · Belize · Bermuda · Bolivia · Bondsrepubliek Duitsland · Brazilië · Bulgarije · Canada · Chili · Colombia · Costa Rica · Cuba · Denemarken · Dominicaanse Republiek · Duitse Democratische Republiek · Ecuador · Egypte · Fiji · Filipijnen · Finland · Frankrijk · Griekenland · Groot-Brittannië · Guatemala · Haïti · Honduras · Hongarije · Hongkong · Ierland · IJsland · India · Indonesië · Iran · Israël · Italië · Ivoorkust · Jamaica · Japan · Joegoslavië · Kaaimaneilanden · Kameroen · Koeweit · Libanon · Liechtenstein · Luxemburg · Maleisië · Marokko · Mexico · Monaco · Mongolië · Nederland · Nederlandse Antillen · Nepal · Nicaragua · Nieuw-Zeeland · Noord-Korea · Noorwegen · Oostenrijk · Pakistan · Panama · Papoea-Nieuw-Guinea · Paraguay · Peru · Polen · Portugal · Puerto Rico · Roemenië · San Marino · Saoedi-Arabië · Senegal · Singapore · Sovjet-Unie · Spanje · Suriname · Thailand · Trinidad en Tobago · Tsjecho-Slowakije · Tunesië · Turkije · Uruguay · Venezuela · Verenigde Staten · Zuid-Korea · Zweden · Zwitserland